# Carrer Major (Borredà)
Carrer Major és un vial al nucli de Borredà (Berguedà) catalogat a l'Inventari del Patrimoni Arquitectònic de Catalunya. Carrer continuació de la Plaça Major, de perfil irregular, és un dels més amples de la vila i tot i tenir cert desnivell, també un dels més regulars. Les cases són de planta baixa i dos pisos superiors, amb algunes excepcions de major alçada. El parament de la majoria d'habitatges és de pedra poc treballada deixada a la vista, alguns, però, tenen la façana arrebossada. Les cobertes són a dues aigües de teula àrab. Es tracta, en general, d'edificacions senzilles, austeres, bàsicament funcionals.

## Història
Aquest carrer és fruit del floriment del s. XVIII, tot i que hem d'anar a buscar els seus orígens al s. XVI, quan els cabalers de les cases de pagès s'establiren a la vila, a la sagrera de Santa Maria de Borredà. Molts d'aquests nous estadants es dedicaren a l'ofici de paraires. Cap a finals del s. XVII ja eren més de dotze les famílies que es dedicaven a l'ofici, per això l'abat de Ripoll, senyor del terme de Borredà, els concedí unes ordenacions pròpies. El s. XVIII representa per la població el moment més àlgid a tots nivells.